# Tributo del falcone maltese

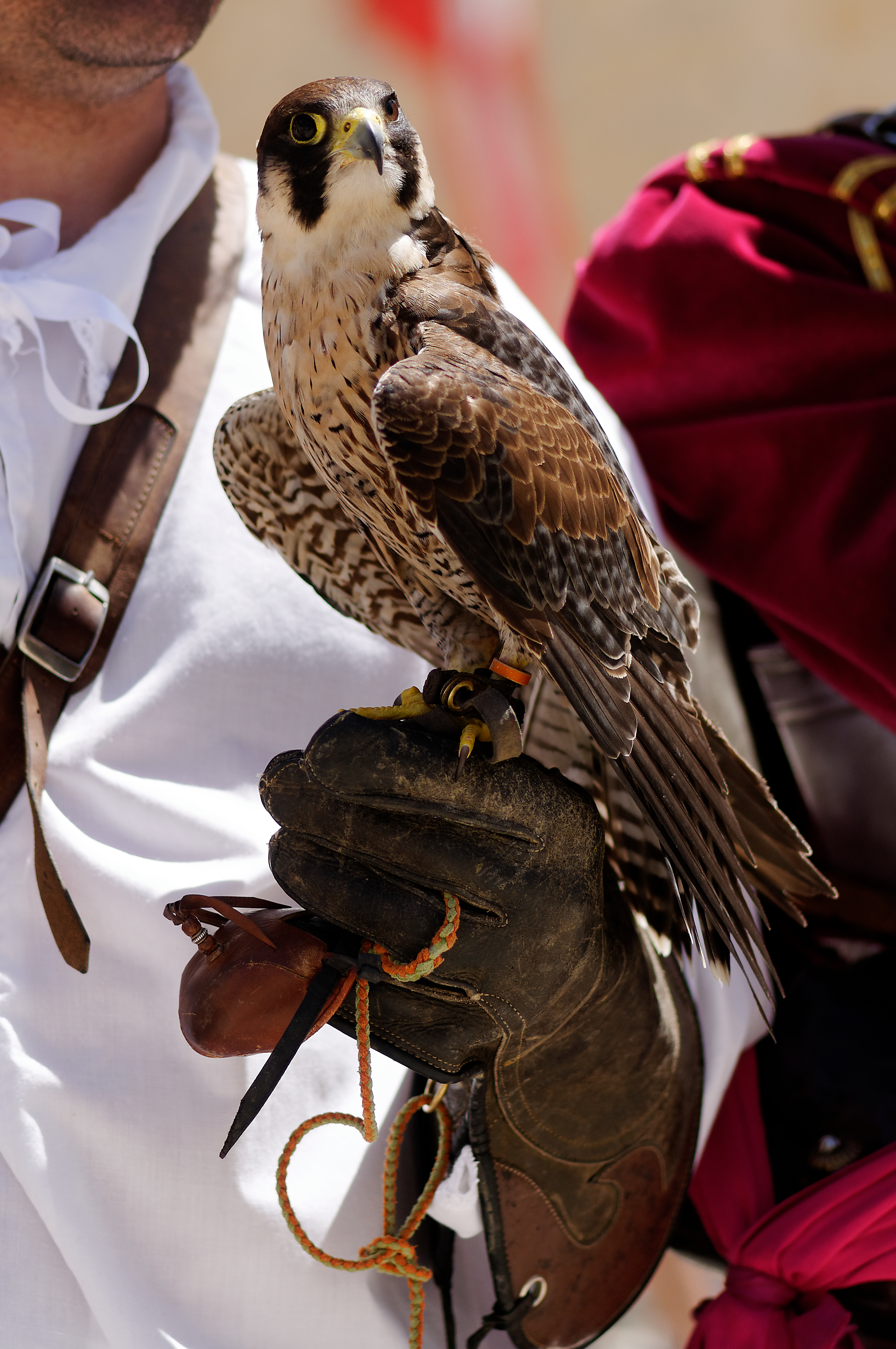
Un falco pellegrino a Malta

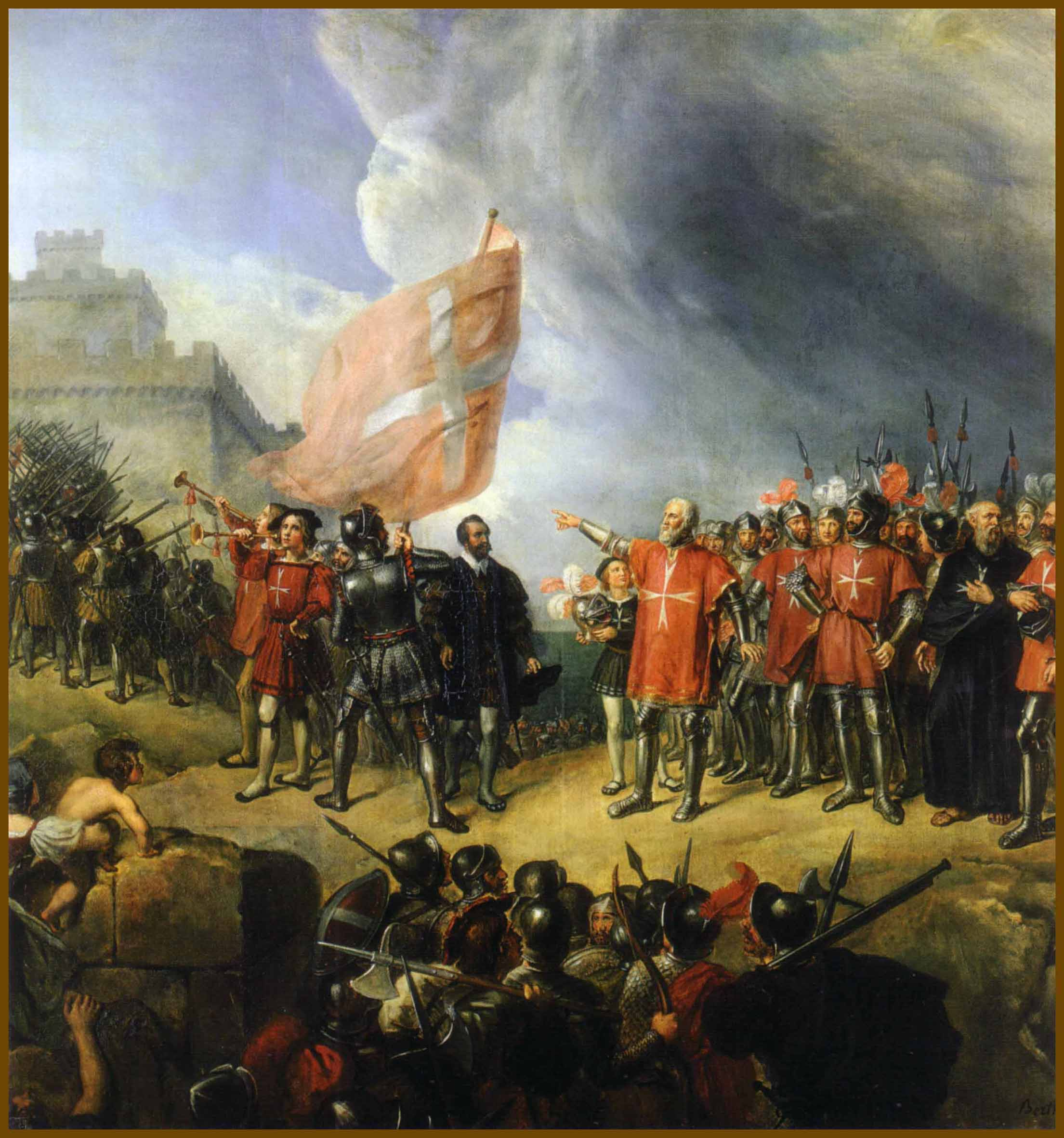
Philippe de Villiers de l'Isle Adam prende possesso dell'isola di Malta, 26 ottobre 1530 di René Théodore Berthon.

Il Tributo del falcone maltese era un tributo annuale che il Gran Maestro dei Cavalieri dell'Ordine dell'Ospedale di San Giovanni di Gerusalemme doveva pagare all'Imperatore Carlo V e a sua madre, la regina Giovanna di Castiglia, in qualità di monarchi di Sicilia, per la concessione di Tripoli, Malta e Gozo. Erano in vigore anche altre condizioni. Il tributo annuale da pagarsi il 1º novembre consisteva in un esemplare di falco. L'accordo fu redatto e firmato a Castel Franco ed è datato ventitreesimo giorno del mese di marzo nell'anno del Signore 1530.

## Testo della concessione
Il testo recita:

## Condizioni
La concessione doveva essere rinnovata in caso di una nuova successione e completata secondo le disposizioni del diritto comune. Altre condizioni erano le seguenti:
1. Patto di non aggressione nei confronti del Regno di Sicilia;
2. Nessuna immunità ai fuggitivi della giustizia;
3. Nomina di un vescovo di Malta;
4. Nomina del vescovo di Gran Croce e membro del Consiglio dell'Ordine;
5. Preferenza di nominare un italiano come Ammiraglio dell'Ordine;
6. Divieto di trasferibilità del feudo;
7. Arbitrato in caso di controversia;
8. A prescindere dalle leggi o condizioni che possono essere in vigore a favore delle persone già residenti lì;

L'Ordine dei Cavalieri Ospitalieri e il Gran Maestro pagarono annualmente il tributo fino al 1798 quando l'Ordine venne espulso da Malta per ordine dei francesi.